# Copa Merconorte 2000
La Copa Merconorte 2000 fue la tercera edición del torneo de clubes de la región norte de América del Sur, organizado por la Confederación Sudamericana de Fútbol, en la que participaron equipos de siete países: Bolivia, Colombia, Costa Rica, Ecuador, México, Perú y Venezuela. Por primera vez, y tras el fallido intento de integrarlos en 1998, el certamen contó con la intervención de equipos de América del Norte.
Tal como había ocurrido en las dos ediciones previas, el enfrentamiento en la final se dio entre dos equipos de Colombia. Esta vez, Atlético Nacional derrotó a Millonarios dentro del marco de uno de los clásicos más importantes del país, para alcanzar así su segundo título en la competición, luego de haber obtenido el de 1998.

## Formato
Los 16 participantes fueron divididos en cuatro grupos de 4 equipos, donde cada uno enfrentó a sus rivales de zona bajo un sistema de liguilla a doble rueda, ida y vuelta. Los equipos que finalizaron en el primer puesto de cada grupo avanzaron a la instancia de semifinales, donde entró en juego el sistema de eliminación directa. Desde allí, ante la igualdad de puntos, obtenía la clasificación el equipo con mejor diferencia de goles; de persistir el empate, se efectuaron tiros desde el punto penal.
|                             |                             | Equipos que entran en esta fase                                                                             | Equipos que provienen de la fase anterior |
| --------------------------- | --------------------------- | --- | ----------------------------------------- |
| Fase de grupos (16 equipos) | Fase de grupos (16 equipos) | - 4 equipos de México - 3 equipos de Colombia, Ecuador y Perú - 1 equipo de Bolivia, Costa Rica y Venezuela |                                           |
| Fases finales (4 equipos)   | Fases finales (4 equipos)   | | - 4 equipos primeros de la Fase de grupos |

## Equipos participantes
Todos los equipos participaron en calidad de invitados. En cursiva los equipos debutantes en el torneo.
| País                      | Equipo                                        |
| ------------------------- | --------------------------------------------- |
| Bolivia 1 participante    | Oriente Petrolero                             |
| Colombia 3 participantes  | América de Cali Atlético Nacional Millonarios |
| Costa Rica 1 participante | Alajuelense                                   |
| Ecuador 3 participantes   | Barcelona El Nacional Emelec                  |
| México 4 participantes    | Guadalajara Necaxa Pachuca Toluca             |
| Perú 3 participantes      | Alianza Lima Sporting Cristal Universitario   |
| Venezuela 1 participante  | Estudiantes de Mérida                         |

### Distribución geográfica de los equipos
Distribución geográfica de las sedes de los equipos participantes:

## Fase de grupos

### Grupo A
| Equipo                | Pts. | PJ | PG | PE | PP | GF | GC | DG |
| --------------------- | ---- | -- | -- | -- | -- | -- | -- | -- |
| Guadalajara           | 11   | 6  | 3  | 2  | 1  | 12 | 7  | 5  |
| El Nacional           | 9    | 6  | 2  | 3  | 1  | 7  | 6  | 1  |
| Estudiantes de Mérida | 7    | 6  | 2  | 1  | 3  | 9  | 11 | –2 |
| América de Cali       | 5    | 6  | 1  | 2  | 3  | 3  | 7  | –4 |

| \| Fecha \| Lugar \| Local \| Resultado \| Visitante \| \| ---------------- \| ----------- \| --------------------- \| --------- \| --------------------- \| \| 4 de julio \| Quito \| El Nacional \| 2:1 \| Estudiantes de Mérida \| \| 11 de julio \| Guadalajara \| Guadalajara \| 1:1 \| América de Cali \| \| 1 de agosto \| Cali \| América de Cali \| 0:0 \| El Nacional \| \| 2 de agosto \| Mérida \| Estudiantes de Mérida \| 2:3 \| Guadalajara \| \| 22 de agosto \| Mérida \| Estudiantes de Mérida \| 3:0 \| América de Cali \| \| 23 de agosto \| Guadalajara \| Guadalajara \| 1:0 \| El Nacional \| \| 5 de septiembre \| Mérida \| Estudiantes de Mérida \| 1:1 \| El Nacional \| \| 12 de septiembre \| Cali \| América de Cali \| 1:0 \| Guadalajara \| \| 19 de septiembre \| Quito \| El Nacional \| 1:0 \| América de Cali \| \| 20 de septiembre \| Guadalajara \| Guadalajara \| 4:0 \| Estudiantes de Mérida \| \| 3 de octubre \| Cali \| América de Cali \| 1:2 \| Estudiantes de Mérida \| \| 4 de octubre \| Quito \| El Nacional \| 3:3 \| Guadalajara \| |             |                       |           |                       |
| Fecha | Lugar       | Local                 | Resultado | Visitante             |
| 4 de julio | Quito       | El Nacional           | 2:1       | Estudiantes de Mérida |
| 11 de julio | Guadalajara | Guadalajara           | 1:1       | América de Cali       |
| 1 de agosto | Cali        | América de Cali       | 0:0       | El Nacional           |
| 2 de agosto | Mérida      | Estudiantes de Mérida | 2:3       | Guadalajara           |
| 22 de agosto | Mérida      | Estudiantes de Mérida | 3:0       | América de Cali       |
| 23 de agosto | Guadalajara | Guadalajara           | 1:0       | El Nacional           |
| 5 de septiembre | Mérida      | Estudiantes de Mérida | 1:1       | El Nacional           |
| 12 de septiembre | Cali        | América de Cali       | 1:0       | Guadalajara           |
| 19 de septiembre | Quito       | El Nacional           | 1:0       | América de Cali       |
| 20 de septiembre | Guadalajara | Guadalajara           | 4:0       | Estudiantes de Mérida |
| 3 de octubre | Cali        | América de Cali       | 1:2       | Estudiantes de Mérida |
| 4 de octubre | Quito       | El Nacional           | 3:3       | Guadalajara           |

### Grupo B
| Equipo            | Pts. | PJ | PG | PE | PP | GF | GC | DG |
| ----------------- | ---- | -- | -- | -- | -- | -- | -- | -- |
| Atlético Nacional | 10   | 6  | 3  | 1  | 2  | 10 | 8  | 2  |
| Alajuelense       | 9    | 6  | 2  | 3  | 1  | 9  | 7  | 2  |
| Necaxa            | 7    | 6  | 1  | 4  | 1  | 5  | 5  | 0  |
| Alianza Lima      | 5    | 6  | 1  | 2  | 3  | 6  | 10 | –4 |

| \| Fecha \| Lugar \| Local \| Resultado \| Visitante \| \| ---------------- \| ---------------- \| ----------------- \| --------- \| ----------------- \| \| 5 de julio \| Alajuela \| Alajuelense \| 2:1 \| Alianza Lima \| \| 12 de julio \| Medellín \| Atlético Nacional \| 0:0 \| Necaxa \| \| 2 de agosto \| Lima \| Alianza Lima \| 2:3 \| Atlético Nacional \| \| 3 de agosto \| Ciudad de México \| Necaxa \| 1:1 \| Alajuelense \| \| 24 de agosto \| Lima \| Alianza Lima \| 1:0 \| Necaxa \| \| 30 de agosto \| Medellín \| Atlético Nacional \| 2:0 \| Alajuelense \| \| 13 de septiembre \| Lima \| Alianza Lima \| 1:1 \| Alajuelense \| \| 13 de septiembre \| Ciudad de México \| Necaxa \| 2:1 \| Atlético Nacional \| \| 20 de septiembre \| Medellín \| Atlético Nacional \| 4:1 \| Alianza Lima \| \| 21 de septiembre \| Alajuela \| Alajuelense \| 2:2 \| Necaxa \| \| 4 de octubre \| Alajuela \| Alajuelense \| 3:0 \| Atlético Nacional \| \| 5 de octubre \| Ciudad de México \| Necaxa \| 0:0 \| Alianza Lima \| |                  |                   |           |                   |
| Fecha | Lugar            | Local             | Resultado | Visitante         |
| 5 de julio | Alajuela         | Alajuelense       | 2:1       | Alianza Lima      |
| 12 de julio | Medellín         | Atlético Nacional | 0:0       | Necaxa            |
| 2 de agosto | Lima             | Alianza Lima      | 2:3       | Atlético Nacional |
| 3 de agosto | Ciudad de México | Necaxa            | 1:1       | Alajuelense       |
| 24 de agosto | Lima             | Alianza Lima      | 1:0       | Necaxa            |
| 30 de agosto | Medellín         | Atlético Nacional | 2:0       | Alajuelense       |
| 13 de septiembre | Lima             | Alianza Lima      | 1:1       | Alajuelense       |
| 13 de septiembre | Ciudad de México | Necaxa            | 2:1       | Atlético Nacional |
| 20 de septiembre | Medellín         | Atlético Nacional | 4:1       | Alianza Lima      |
| 21 de septiembre | Alajuela         | Alajuelense       | 2:2       | Necaxa            |
| 4 de octubre | Alajuela         | Alajuelense       | 3:0       | Atlético Nacional |
| 5 de octubre | Ciudad de México | Necaxa            | 0:0       | Alianza Lima      |

### Grupo C
| Equipo        | Pts. | PJ | PG | PE | PP | GF | GC | DG |
| ------------- | ---- | -- | -- | -- | -- | -- | -- | -- |
| Millonarios   | 12   | 6  | 3  | 3  | 0  | 11 | 6  | 5  |
| Toluca        | 8    | 6  | 2  | 2  | 2  | 15 | 11 | 4  |
| Barcelona     | 6    | 6  | 1  | 3  | 2  | 6  | 10 | –4 |
| Universitario | 5    | 6  | 1  | 2  | 3  | 7  | 12 | –5 |

| \| Fecha \| Lugar \| Local \| Resultado \| Visitante \| \| ---------------- \| --------- \| ------------- \| --------- \| ------------- \| \| 5 de julio \| Bogotá \| Millonarios \| 1:1 \| Barcelona \| \| 12 de julio \| Toluca \| Toluca \| 4:1 \| Universitario \| \| 9 de agosto \| Guayaquil \| Barcelona \| 2:0 \| Toluca \| \| 9 de agosto \| Lima \| Universitario \| 0:2 \| Millonarios \| \| 29 de agosto \| Toluca \| Toluca \| 0:0 \| Millonarios \| \| 31 de agosto \| Guayaquil \| Barcelona \| 1:1 \| Universitario \| \| 6 de septiembre \| Guayaquil \| Barcelona \| 0:2 \| Millonarios \| \| 6 de septiembre \| Lima \| Universitario \| 3:2 \| Toluca \| \| 27 de septiembre \| Toluca \| Toluca \| 4:0 \| Barcelona \| \| 27 de septiembre \| Bogotá \| Millonarios \| 1:0 \| Universitario \| \| 10 de octubre \| Bogotá \| Millonarios \| 5:5 \| Toluca \| \| 12 de octubre \| Lima \| Universitario \| 2:2 \| Barcelona \| |           |               |           |               |
| Fecha | Lugar     | Local         | Resultado | Visitante     |
| 5 de julio | Bogotá    | Millonarios   | 1:1       | Barcelona     |
| 12 de julio | Toluca    | Toluca        | 4:1       | Universitario |
| 9 de agosto | Guayaquil | Barcelona     | 2:0       | Toluca        |
| 9 de agosto | Lima      | Universitario | 0:2       | Millonarios   |
| 29 de agosto | Toluca    | Toluca        | 0:0       | Millonarios   |
| 31 de agosto | Guayaquil | Barcelona     | 1:1       | Universitario |
| 6 de septiembre | Guayaquil | Barcelona     | 0:2       | Millonarios   |
| 6 de septiembre | Lima      | Universitario | 3:2       | Toluca        |
| 27 de septiembre | Toluca    | Toluca        | 4:0       | Barcelona     |
| 27 de septiembre | Bogotá    | Millonarios   | 1:0       | Universitario |
| 10 de octubre | Bogotá    | Millonarios   | 5:5       | Toluca        |
| 12 de octubre | Lima      | Universitario | 2:2       | Barcelona     |

### Grupo D
| Equipo            | Pts. | PJ | PG | PE | PP | GF | GC | DG |
| ----------------- | ---- | -- | -- | -- | -- | -- | -- | -- |
| Emelec            | 11   | 6  | 3  | 2  | 1  | 6  | 4  | 2  |
| Pachuca           | 9    | 6  | 3  | 0  | 3  | 6  | 7  | –1 |
| Sporting Cristal  | 8    | 6  | 2  | 2  | 2  | 10 | 7  | 3  |
| Oriente Petrolero | 5    | 6  | 1  | 2  | 3  | 7  | 11 | –4 |

| \| Fecha \| Lugar \| Local \| Resultado \| Visitante \| \| ---------------- \| ---------- \| ----------------- \| --------- \| ----------------- \| \| 6 de julio \| Santa Cruz \| Oriente Petrolero \| 1:1 \| Sporting Cristal \| \| 13 de julio \| Portoviejo \| Emelec \| 1:0 \| Pachuca \| \| 8 de agosto \| Pachuca \| Pachuca \| 2:1 \| Oriente Petrolero \| \| 10 de agosto \| Lima \| Sporting Cristal \| 2:2 \| Emelec \| \| 30 de agosto \| Portoviejo \| Emelec \| 2:1 \| Oriente Petrolero \| \| 30 de agosto \| Lima \| Sporting Cristal \| 2:1 \| Pachuca \| \| 13 de septiembre \| Pachuca \| Pachuca \| 1:0 \| Emelec \| \| 14 de septiembre \| Lima \| Sporting Cristal \| 5:1 \| Oriente Petrolero \| \| 26 de septiembre \| Santa Cruz \| Oriente Petrolero \| 3:1 \| Pachuca \| \| 28 de septiembre \| Guayaquil \| Emelec \| 1:0 \| Sporting Cristal \| \| 11 de octubre \| Santa Cruz \| Oriente Petrolero \| 0:0 \| Emelec \| \| 11 de octubre \| Pachuca \| Pachuca \| 1:0 \| Sporting Cristal \| |            |                   |           |                   |
| Fecha | Lugar      | Local             | Resultado | Visitante         |
| 6 de julio | Santa Cruz | Oriente Petrolero | 1:1       | Sporting Cristal  |
| 13 de julio | Portoviejo | Emelec            | 1:0       | Pachuca           |
| 8 de agosto | Pachuca    | Pachuca           | 2:1       | Oriente Petrolero |
| 10 de agosto | Lima       | Sporting Cristal  | 2:2       | Emelec            |
| 30 de agosto | Portoviejo | Emelec            | 2:1       | Oriente Petrolero |
| 30 de agosto | Lima       | Sporting Cristal  | 2:1       | Pachuca           |
| 13 de septiembre | Pachuca    | Pachuca           | 1:0       | Emelec            |
| 14 de septiembre | Lima       | Sporting Cristal  | 5:1       | Oriente Petrolero |
| 26 de septiembre | Santa Cruz | Oriente Petrolero | 3:1       | Pachuca           |
| 28 de septiembre | Guayaquil  | Emelec            | 1:0       | Sporting Cristal  |
| 11 de octubre | Santa Cruz | Oriente Petrolero | 0:0       | Emelec            |
| 11 de octubre | Pachuca    | Pachuca           | 1:0       | Sporting Cristal  |

## Fases finales

### Cuadro de desarrollo
|  | Semifinales            | Semifinales         | Semifinales         | Semifinales         |   |                   | Final              | Final              | Final              | Final              |  |
|  | 18 al 26 de octubre    | 18 al 26 de octubre | 18 al 26 de octubre | 18 al 26 de octubre |   |                   | 2 y 9 de noviembre | 2 y 9 de noviembre | 2 y 9 de noviembre | 2 y 9 de noviembre |  |
|  |                        |                     |                     |                     |   |                   |                    |                    |                    |                    |  |
|  |                        |                     |                     |                     |   |                   |                    |                    |                    |                    |  |
|  | Atlético Nacional (p.) | 1                   | 3                   | 4 (4)               |   |                   |                    |                    |                    |                    |  |
|  | Atlético Nacional (p.) | 1                   | 3                   | 4 (4)               |   |                   |                    |                    |                    |                    |  |
|  | Guadalajara            | 1                   | 3                   | 4 (2)               |   |                   |                    |                    |                    |                    |  |
|  | Guadalajara            | 1                   | 3                   | 4 (2)               |   | Atlético Nacional | 0                  | 2                  | 2                  |                    |  |
|  |                        |                     |                     |                     |   | Atlético Nacional | 0                  | 2                  | 2                  |                    |  |
|  |                        |                     | Millonarios         | 0                   | 1 | 1                 |                    |                    |                    |                    |  |
|  | Millonarios            | 3                   | Millonarios         | 0                   | 1 | 1                 | 2                  | 5                  |                    |                    |  |
|  | Millonarios            | 3                   |                     |                     |   |                   | 2                  | 5                  |                    |                    |  |
|  | Emelec                 | 3                   | 0                   | 3                   |   |                   |                    |                    |                    |                    |  |
|  | Emelec                 | 3                   | 0                   | 3                   |   |                   |                    |                    |                    |                    |  |
|  |                        |                     |                     |                     |   |                   |                    |                    |                    |                    |  |

- Nota: En cada llave, el equipo que ocupa la primera línea es el que definió la serie como local.

### Semifinales
| 18 de octubre de 2000 | Guadalajara | 1:1 (0:0) | Atlético Nacional | Estadio Jalisco, Guadalajara |                           |
|                       | Ruiz 75'    |           | Aristizábal 74'   | Árbitro(s): Ángel Sánchez    | Árbitro(s): Ángel Sánchez |

| 25 de octubre de 2000 | Atlético Nacional                                | 3:3 (2:2) (4:2 p.)         | Guadalajara                       | Estadio Atanasio Girardot, Medellín |                             |
|                       | Muñoz 20' 36' · Aristizábal 55'                  |                            | Ruiz 25' · Morales 43' · Nava 89' | Árbitro(s): Antônio Pereira         | Árbitro(s): Antônio Pereira |
|                       |                                                  | Tiros desde el punto penal |                                   |                                     |                             |
|                       | Rueda · Salcedo · Muñoz · González · Aristizábal |                            | Galindo · Ruiz · Nápoles · Alfaro |                                     |                             |

| 19 de octubre de 2000 | Emelec                   | 3:3 (2:2) | Millonarios                         | Estadio George Capwell, Guayaquil |                                  |
|                       | Kenig 7' 52' · Juárez 9' |           | Pérez 5' · Jiménez 20' · Suárez 80' | Árbitro(s): Mario Sánchez Yantén  | Árbitro(s): Mario Sánchez Yantén |

| 26 de octubre de 2000 | Millonarios            | 2:0 (1:0) | Emelec | Estadio El Campín, Bogotá       |                                 |
|                       | Millán 13' · Pérez 86' |           |        | Árbitro(s): Oscar Roberto Godói | Árbitro(s): Oscar Roberto Godói |

### Final
| 2 de noviembre de 2000 | Millonarios | 0:0 | Atlético Nacional | Estadio El Campín, Bogotá                                             |  |
|                        |             |     |                   | Asistencia: aprox. 30 000 espectadores Árbitro(s): Jorge Hernán Hoyos |  |

| 9 de noviembre de 2000 | Atlético Nacional           | 2:1 (1:0) | Millonarios | Estadio Atanasio Girardot, Medellín                                |                                                                    |
|                        | Moreno 8' · Aristizábal 49' |           | Jiménez 56' | Asistencia: aprox. 40 000 espectadores Árbitro(s): Henry Cervantes | Asistencia: aprox. 40 000 espectadores Árbitro(s): Henry Cervantes |

|                                      |
| Bandera de Colombia                  |
| Campeón Atlético Nacional 2.º título |

## Estadísticas

### Clasificación general
| Pos. | Equipo                | Pts | PJ | PG | PE | PP | GF | GC | Dif. | Rend.  |
| ---- | --------------------- | --- | -- | -- | -- | -- | -- | -- | ---- | ------ |
| 1    | Atlético Nacional     | 16  | 10 | 4  | 4  | 2  | 16 | 13 | 3    | 53,33% |
| 2    | Millonarios           | 17  | 10 | 4  | 5  | 1  | 17 | 11 | 6    | 56,66% |
| 3    | Guadalajara           | 13  | 8  | 3  | 4  | 1  | 16 | 11 | 5    | 54,16% |
| 4    | Emelec                | 12  | 8  | 3  | 3  | 2  | 9  | 9  | 0    | 50%    |
| 5    | Alajuelense           | 9   | 6  | 2  | 3  | 1  | 9  | 7  | 2    | 50%    |
| 6    | El Nacional           | 9   | 6  | 2  | 3  | 1  | 7  | 6  | 1    | 50%    |
| 7    | Pachuca               | 9   | 6  | 3  | 0  | 3  | 6  | 7  | –1   | 50%    |
| 8    | Toluca                | 8   | 6  | 2  | 2  | 2  | 15 | 11 | 4    | 44,44% |
| 9    | Sporting Cristal      | 8   | 6  | 2  | 2  | 2  | 10 | 7  | 3    | 44,44% |
| 10   | Necaxa                | 7   | 6  | 1  | 4  | 1  | 5  | 5  | 0    | 38,88% |
| 11   | Estudiantes de Mérida | 7   | 6  | 2  | 1  | 3  | 9  | 11 | –2   | 38,88% |
| 12   | Barcelona             | 6   | 6  | 1  | 3  | 2  | 6  | 10 | –4   | 33,33% |
| 13   | Oriente Petrolero     | 5   | 6  | 1  | 2  | 3  | 7  | 11 | –4   | 27,77% |
| 14   | Alianza Lima          | 5   | 6  | 1  | 2  | 3  | 6  | 10 | –4   | 27,77% |
| 15   | América de Cali       | 5   | 6  | 1  | 2  | 3  | 3  | 7  | –4   | 27,77% |
| 16   | Universitario         | 5   | 6  | 1  | 2  | 3  | 7  | 12 | –5   | 27,77% |

### Goleadores
| Jugador                 | Club              | Goles |
| ----------------------- | ----------------- | ----- |
| León Darío Muñoz        | Atlético Nacional | 6     |
| Jorge Soto              | Sporting Cristal  | 5     |
| Alejandro Kenig         | Emelec            | 5     |
| Víctor Hugo Aristizábal | Atlético Nacional | 5     |
| Agustín Delgado         | Necaxa            | 4     |
| Carlos María Morales    | Toluca            | 4     |